# Ананьина, Валентина Георгиевна
Валенти́на Гео́ргиевна Ана́ньина (род. 18 мая 1933, Москва, СССР) — советская и российская актриса театра и кино.Рекордсменка по количеству сыгранных ролей в кинофильмах среди актрис СССР и России-2008. Мастер эпизода,но не имеет званий.

## Биография
Родилась 18 мая 1933 года в Москве. Её отец был инженером-лесоводом, а мать — домашней хозяйкой. У Валентины есть старшая сестра и двое сводных братьев. Во время Великой Отечественной войны Ананьина находилась с семьёй в эвакуации в Нижнем Тагиле, а отчим был на фронте.
В 1957 году окончила ВГИК (1957, мастерская Юлия Райзмана). В 1957—1990 годах — актриса Театра-студии киноактёра. Ананьина проработала в Театре киноактёра 43 года. Самая заметная театральная роль — Коробочка из «Мёртвых душ».
В кино дебютировала в 1955 году в фильмах «Вольница» и «Солдат Иван Бровкин». В основном снимается в эпизодических ролях.
Трудится в детской воскресной школе. Вместе со своими подопечными готовит различные постановки и праздничные представления; с детьми и их родителями актриса посетила немало святых мест[значимость факта?].
На протяжении 20 лет была замужем за кинооператором Анатолием Андреевичем Барановым, муж умер в 1979 году.
После смерти супруга читала много духовной литературы, искала смысл жизни. Ездила в Индию, где познакомилась с восточной культурой. Потом судьба привела её в православие.
В 2007 году у Ананьиной случился инсульт. Отказала правая сторона тела, актриса при этом с трудом ходила, у неё начались частые головные боли. Процесс восстановления занял два года, она смогла вернуться к полноценной жизни.
Увлечением актрисы долгие годы было каратэ. 
В 2008 году Валентина Ананьина стала героем программы «Рождённые в СССР» на телеканале «Ностальгия». В августе 2019 года Валентина Ананьина стала героем программы «Судьба человека» на телеканале «Россия-1»[значимость факта?].

## Фильмография
- 1955 — Урок жизни — Нюра, домработница
- 1955 — Вольница — Любка, резалка
- 1955 — Солдат Иван Бровкин — деревенская девушка (нет в титрах)
- 1957 — Коммунист — Фрося
- 1957 — Девушка без адреса — секретарь в конторе (нет в титрах)
- 1957 — Летят журавли —Люба, сотрудница Бориса
- 1957 — Случай на шахте восемь — воспитательница детского сада (нет в титрах)
- 1958 — Дело пёстрых — рабочая (нет в титрах)
- 1958 — Киевлянка — Светлана
- 1958 — Жизнь прошла мимо — невеста заключённого
- 1959 — Строгая женщина — Марийка
- 1959 — Люди на мосту — соседка Лены по бараку (нет в титрах)
- 1959 — Баллада о солдате — деревенская женщина (нет в титрах)
- 1959 — Всё начинается с дороги — эпизод
- 1959 — Аннушка — член бригады (нет в титрах)
- 1960 — Дом с мезонином — Даша
- 1960 — Наследники — Светлана
- 1960 — Ровесник века — почтальон
- 1961 — В пути (короткометражный) — пассажирка
- 1961 — В начале века — Васёна Баскакова
- 1961 — Девять дней одного года — учёный-физик (нет в титрах)
- 1961 — Иван Рыбаков — эпизод
- 1961 — Карьера Димы Горина — член бригады Гали Берёзки
- 1961 — Наш общий друг — звеньевая
- 1962 — Павлуха — крановщица (нет в титрах)
- 1962 — Суд — женщина на судебном заседании (нет в титрах)
- 1962 — Увольнение на берег — Нюра, домработница Кати
- 1962 — Без страха и упрёка — няня с коляской (нет в титрах)
- 1962 — Хитрая механика — Наташа
- 1963 — Возвращение Вероники — Тоська
- 1963 — Это случилось в милиции — эпизод (нет в титрах)
- 1963 — Человек, который сомневается — женщина с 19-го километра
- 1963 — Цветные сны (короткометражка) — Димкина мама
- 1963 — Секретарь обкома — колхозница (нет в титрах)
- 1963 — Я шагаю по Москве — продавщица мороженого
- 1964 — Непридуманная история — соседка Вари по общежитию (нет в титрах)
- 1965 — Мимо окон идут поезда — учительница
- 1965 — Время, вперёд! — член бригады
- 1965 — Дети Дон Кихота — родительница
- 1965 — Тридцать три — гостья у Любашкиных
- 1965 — Чёрный бизнес — понятая (нет в титрах)
- 1965 — Заблудший — подруга Пелагеи
- 1966 — Лунные ночи — жена лесника Ярчука
- 1966 — Королевская регата — болельщица, спутница Алексея Ивановича
- 1966 — Сказка о царе Салтане — мамка (нет в титрах)
- 1966 — Папа, сложи! (короткометражка) — продавщица
- 1966 — Серая болезнь — медсестра
- 1966 — Сердце друга — Наташа Соколова
- 1966 — Путешествие — продавщица в зоомагазине
- 1966 — Неуловимые мстители — селянка (нет в титрах)
- 1966 — Дикий мёд — военная регулировщица
- 1966 — Верность матери — женщина, которая должна была произвести досмотр (нет в титрах)
- 1967 — Дом и хозяин — Настя
- 1967 — Зареченские женихи (короткометражка) — Клаша
- 1967 — Путь в «Сатурн» — эпизод
- 1968 — Люди, как реки (короткометражка) — Галина, почтальонка
- 1968 — Наши знакомые — Катя
- 1968 — Щит и меч — медсестра
- 1968 — Переходный возраст — Оксана Евдокимовна, мама Коли
- 1969 — Золото — Варя, колхозница-партизанка
- 1969 — Вальс — рабочая завода (нет в титрах)
- 1969 — Пятый день осенней выставки (короткометражка) — Анисья
- 1969 — Варвара-краса, длинная коса — рыбачка
- 1970 — Белорусский вокзал — Катя, домработница Матвеевых
- 1970 — Интеграл — невестка
- 1970 — Переступи порог — бухгалтер на почте
- 1970 — Подсолнухи (Италия, Франция, СССР) — соседка Маши (нет в титрах)
- 1970 — Зелёные цепочки — Алексеева, мать Мишки
- 1970 — Поезд в завтрашний день — контуженная'
- 1970 — В Москве проездом… — газировщица
- 1971 — Тени исчезают в полдень — Мироновна
- 1971 — Конец Любавиных — эпизод
- 1971 — Всего три недели — Черняева
- 1971 — Факир на час — Васильевна, горничная в гостинице
- 1972 — Пётр Рябинкин — мать Васятки
- 1972 — Станционный смотритель — жена Пивовара
- 1972 — Меченый атом — эпизод
- 1973 — Большая перемена — эпизод
- 1973 — Анискин и Фантомас — кассир Попова
- 1973 — Двое в пути — медсестра из детской поликлиники
- 1973 — Дела сердечные — дорожная рабочая
- 1973 — Калина красная — гостья Байкаловых (нет в титрах)
- 1973 — Возле этих окон — клиентка ателье (нет в титрах)
- 1974 — Романс о влюблённых — родственница
- 1974 — Старые стены — Анна Никитична
- 1974 — Великое противостояние — мать Симы
- 1974 — Считайте меня взрослым
- 1974 — Последнее лето детства — мать Витьки Бурова
- 1974 — Небо со мной — гостья
- 1974 — Такие высокие горы — жена Загубенного
- 1974 — Хождение по мукам — хозяйка с куличами (серия «Рощин»)
- 1974 — Северная рапсодия — продавец цветов (в титрах не указана)
- 1975 — Горожане — работница таксопарка
- 1975 — Это мы не проходили — учительница английского языка
- 1975 — Крестьянский сын — мать Федьки, жена кулака Поклонова
- 1975 — От зари до зари — однополчанка Рожнова
- 1975 — Последняя жертва — купчиха
- 1975 — Ярослав Домбровский — эпизод
- 1976 — Безотцовщина — Людмила, доярка
- 1976 — Здесь мой причал — кассир
- 1976 — Моё дело — Алла Юрьевна, секретарь Друянова
- 1976 — Опровержение — колхозница
- 1976 — Память земли — Зеленская
- 1976 — Преступление — секретарь в милиции
- 1976 — Приключения Нуки — домохозяйка (нет в титрах)
- 1976 — Несовершеннолетние — Лушка
- 1977 — Портрет с дождём — участница планерки
- 1977 — Ты иногда вспоминай — медсестра
- 1977 — Хомут для Маркиза — учительница
- 1978 — Сибириада — крестьянка
- 1978 — Следствие ведут ЗнаТоКи. До третьего выстрела — Мухина, мама Миши
- 1978 — Живите в радости — Анна Ивановна, бригадир пекарей
- 1978 — Недопёсок Наполеон III — учительница физкультуры
- 1978 — Последний шанс — мать Ершова
- 1978 — Прошлогодняя кадриль — Прасковья
- 1978 — Соль земли — Валентина, жена Платона
- 1978 — Я хочу вас видеть — Лушка
- 1979 — Дождь в чужом городе — Анна Петровна
- 1979 — Крутое поле — Глафира
- 1979 — Примите телеграмму в долг — базарная торговка помидорами
- 1980 — Дым Отечества — Матвеевна
- 1980 — Полёт с космонавтом — Зина, продавщица
- 1980 — Свет в окне — Ирина Петровна, тренер по плаванию
- 1981 — Мужество — мать Сергея Голицина
- 1981 — Дочь командира — Валя Беда
- 1981 — Карнавал — женщина, стоящая в очереди на стоянке такси
- 1981 — Фронт в тылу врага — Валя
- 1982 — Всё могло быть иначе — почтальон Вера
- 1982 — Свидание — эпизод
- 1982 — Инспектор Лосев — сотрудница трикотажной фабрики
- 1982 — Семеро солдатиков — тётя Фрося
- 1983 — Водитель автобуса — жена ветерана
- 1983 — Гори, гори ясно… — Фаина
- 1983 — Клетка для канареек — железнодорожница
- 1983 — Человек на полустанке — диспетчер
- 1984 — Маленькое одолжение — сотрудница Горсправки
- 1985 — Берега в тумане… (СССР, Болгария) — Акулиничева, меньшевичка
- 1985 — Грядущему веку — учительница
- 1985 — Законный брак — медсестра Клавдия Ивановна
- 1985 — Поживём — увидим — учительница, мама Алексея
- 1986 — Зина-Зинуля — вахтёр в общежитии
- 1986 — Миф — эпизод
- 1986 — Время сыновей — Алевтина Владимировна, мать Вали и Николая
- 1986 — Первый парень — доярка (нет в титрах)
- 1987 — Ловкачи — диспетчер, сменщица Василисы
- 1988 — Благородный разбойник Владимир Дубровский — Егоровна, нянька
- 1988 — Запретная зона — Каланчева (нет в титрах)
- 1987 — Под знаком Красного Креста — Татьяна Федоровна Глушкова
- 1988 — Гражданский иск — соседка погибшего Алёши (в титрах В. Ананина)
- 1988 — Передай дальше…
- 1989 — Это было у моря
- 1989 — Из жизни Фёдора Кузькина — Настя Рябуха
- 1989 — Крейзи
- 1989 — Под куполом цирка — проводница
- 1989 — Под ступеньками — Апросинья Степановна
- 1990 — Адвокат (Убийство на Монастырских прудах) — эпизод
- 1991 — Детство Тёмы — няня Проня
- 1991 — Маэстро с ниточкой — жена
- 1992 — Дымъ (Россия, ФРГ) — няня
- 1992 — Дюба-дюба — хозяйка притона
- 1997 — Вор — украинка, мать заключённого
- 2000 — Изгой (США) — хозяйка кафе, получатель посылки в России
- 2003 — Марш Турецкого 2—3 — комендант / дежурная Антонина Дмитриевна
- 2002 — Следствие ведут Знатоки. Десять лет спустя — Баушкина
- 2003 — Возвращение Мухтара — пожилая женщина
- 2004 — Узкий мост — эпизод
- 2004 — Мелюзга — старуха
- 2004 — Полный вперёд! — селянка в магазине
- 2004 — Женская логика 3 — домработница Анна Тихоновна
- 2004 — Виола Тараканова. В мире преступных страстей — Зинаида Львовна, тётя Петра
- 2004 — Время жестоких — соседка Кондрашова (в титрах не указана)
- 2005 — Не забывай — Прасковья Гавриченко
- 2005 — Лола и Маркиз — эпизод
- 2005 — Даша Васильева. Любительница частного сыска-4 — соседка Каюровых
- 2005 — Горыныч и Виктория — Ксения Павловна Ломакова
- 2006 — 9 месяцев — Клавдия Степановна, уборщица роддома
- 2006 — Последняя исповедь — баба Маруся
- 2006 — Мой генерал — эпизод
- 2006 — Русское средство — эпизод
- 2006 — Седьмое небо — Екатерина Ивановна
- 2006 — Флешка — старуха в деревне Мошкино
- 2007 — Эксперты — баба Тоня (серия «Солнечная сторона»)
- 2007 — Бухта пропавших дайверов — тётя Маша
- 2007 — Снежный ангел — Семёновна
- 2007 — Доярка из Хацапетовки — Нина Никитична, домработница
- 2008 — И всё-таки я люблю... — вахтёрша
- 2008 — Мы странно встретились — бабушка Надежды
- 2008 — Зверобой — баба Даша
- 2008 — Батюшка
- 2008 — Вторжение — Марья Павловна, бабушка Дениса
- 2008 — Невеста на заказ — Валентина Михайловна Голицына, бабушка Максима
- 2008 — Защита — мать Морозова
- 2009 — Бумеранг из прошлого — баба Зоя, домработница Савельева
- 2009 — Выхожу тебя искать — мать Антонова
- 2009 — Город соблазнов — Нина Ивановна, актриса
- 2009 — Однажды будет любовь — тётя Маша
- 2009 — В России идёт снег — жительница Каланчевска
- 2009 — Генеральская внучка — Шемякина, соседка Дроздовой (2 сезон)
- 2009 — Первая попытка — Наталья Михайловна, вахтёрша в редакции
- 2010 — Зверобой 2 — баба Даша, бабушка Ивана
- 2010 — Дворик — Зоя Фёдоровна Прохорова, дворовая активистка
- 2011 — Доярка из Хацапетовки 3 — Нина Никитична
- 2011 — Наследница — Эльжбета Яновна Потоцкая-Шостная
- 2011 — Зверобой 3 — баба Даша, бабушка Ивана
- 2011 — Наследница — баба Поля
- 2011 — Пусть говорят — баба Глаша
- 2011 — Самый лучший фильм 3-ДЭ — мать Утёсова
- 2012 — Ошибка следствия — мать Жанны
- 2012 — Васильки — баба Нюра
- 2012 — Всегда говори «всегда» 9 — Полина Евгеньевна, медсестра
- 2012 — Дежурный ангел-2 — Екатерина Никитична, медсестра в психиатрической клинике
- 2012 — Любопытная Варвара — Софья Марковна, бывшая свекровь Ксении Рожковой
- 2013 — Вангелия — Ольга, жена Алексея Незнамова (в возрасте 90 лет)
- 2013 — Серьёзные отношения — бабушка Кати
- 2013—2014 — Молодёжка — Лариса Аркадьевна Савельева, бабушка Михаила Пономарёва
- 2013 — Семён (короткометражка) — Капишка
- 2014 — Весной расцветает любовь — Клавдия
- 2014 — Год в Тоскане — баба Даша
- 2014 — Королева бандитов-2 — санитарка баба Даша
- 2014 — Обнимая небо — торговка Ульяна
- 2014 — Чернобыль. Зона отчуждения — Eвгения Михайловна, старушка
- 2015 — Паук — уборщица в Доме моделей одежды
- 2015 — Тихий Дон — тётка Аксиньи
- 2017 — Танцы на высоте! — бабушка

Киножурнал «Фитиль»
- 1963 — Выпуск № 9 (новелла «120 %») — новосёл (нет в титрах)
- 1964 — Выпуск № 23 (новелла «Где же справедливость?») — мама Васи
- 1965 — Выпуск № 36 (новелла «Кормилец») — приёмщица стеклотары (нет в титрах)
- 1968 — Выпуск № 72 (новелла «Обчистили»)
- 1969 — Выпуск № 83 (новелла «На радостях») — жена Николая
- 1970 — Выпуск № 98 (новелла «Несознательный») — Нина, продавщица в винно-водочном магазине
- 1972 — Выпуск № 127 (новелла «Чего дают?») — покупательница в очереди (нет в титрах)
- 1974 — Выпуск № 144 (новелла «Алиби») — эпизод (нет в титрах)
- 1990 — Выпуск № 342 (новелла «Террорист») — пассажирка самолёта (нет в титрах)

Киножурнал «Ералаш»
- 1992 — Выпуск № 91 (сюжет «Путёвка в жизнь») — бабушка Стёпы

## Телеспектакли
- 1961 — Иван Рыбаков
- 1964 — Голубой огонёк 1964 год
- 1983 — Метелица — мать Алёны
- 1992 — Похождения Чичикова — Коробочка

## Участие в рекламных роликах
- 2000-е годы — «Домик в деревне» — бабушка, которая поит внуков молоком;
- 2008—2009 — реклама таблеток «Мезим».

## Озвучивание
- За рекой — граница (1971), Хесел (роль Аннагуль Аннакулиевой)
- Невестка (1971), роль Огулькурбан Дурдыевой
- Мачеха Саманишвили (1977), Мелано (роль Берты Хапавы)
- Рача, любовь моя (1977)
- Девушка со швейной машинкой (1980)
- Твин Пикс (США) (1990—1991)